# Rada Strategii Społeczno-Gospodarczej przy Radzie Ministrów
Rada Strategii Społeczno-Gospodarczej przy Radzie Ministrów (RSSG) – niezależny organ doradczy rządu w sprawach polityki gospodarczej. Inicjatywa powołania RSSG nawiązywała do tradycji zapoczątkowanej po 1956 roku utworzeniem Rady Ekonomicznej jako organu doradczego Rady Ministrów. Została ona powołana przez Premiera Waldemara Pawlaka 28 czerwca 1994 roku z inicjatywy Wiceprezesa Rady Ministrów profesora Grzegorza Kołodko. Funkcjonowała do 3 marca 2006 r., kiedy to została zlikwidowana przez premiera Kazimierza Marcinkiewicza. Statutowo był to organ opiniodawczo-doradczy Prezesa Rady Ministrów. Przewodniczącym od momentu powstania był profesor Jan Mujżel. Ponadto w skład I Kadencji Rady wchodziło 18 profesorów, przede wszystkim ekonomistów oraz prawników reprezentujących różne ośrodki akademickie kraju.

## Druga i trzecia kadencja
Druga kadencja RSSG została zapoczątkowana Zarządzeniem nr 37 Prezesa Rady Ministrów z 26 maja 1998 roku. Powołana przez Premiera Jerzego Buzka RSSG w nowym składzie liczyła 31 członków. Kolejna, trzecia kadencja RSSG została powołana przez premiera Leszka Millera na okres IV kadencji Sejmu Rzeczypospolitej Polskiej (Zarządzenie Prezesa Rady Ministrów z 13 lutego 2002 r. w sprawie powołania Rady Strategii Społeczno-Gospodarczej). W stosunku do poprzedniej kadencji, RSSG była organem opiniodawczo-doradczym nie tylko Prezesa Rady Ministrów, lecz całej Rady Ministrów, a jej skład został poszerzony o 9 osób.

## Zadania
Zgodnie z założeniami funkcjonowania RSSG, miała ona na celu wypracowywanie autonomicznych poglądów na temat najważniejszych, strategicznych zagadnień rozwoju społeczno-gospodarczego kraju. Autonomia RSSG wyrażała się zarówno w doborze tematyki jej prac, jak i w prezentowanych, całkowicie niezależnych opiniach. Ponadto autonomia ta znajdowała odzwierciedlenie w zagwarantowaniu RSSG możliwości występowania z wnioskami do Rządu o dokooptowywanie do jej składu nowych członków, stosownie do potrzeb wynikających z realizowanych prac analitycznych. Powstanie tej Rady było niezwykle istotne z punktu widzenia polskiej demokracji, gdyż jej utworzenie było odpowiedzią na pytanie, czy politycy potrzebują rad naukowców. W Radzie niejako zderzały się opinie osób z najróżniejszych środowisk oraz opcji politycznych. Taka sytuacja umożliwiała weryfikację wielokryterialną, a także obiektywizację ocen i poglądów. Rada bowiem stawiała sobie za cel wsłuchiwanie się w głosy swoich członków.

## Działalność
Tematyka raportów obejmowała szeroki zakres problemów dotyczących, m.in.: kształtu ustroju społeczno-gospodarczego, reformy centrum, reformy systemu emerytalno-rentowego, komercjalizacji i prywatyzacji, bezrobocia, monopoli energetycznych, polityki transportowej, handlowej, regionalnej, problemów gospodarki w projektach konstytucji, negocjacyjnego mechanizmu płac, podstaw trwałego rozwoju gospodarczego, stanu i perspektyw przemysłu węglowego, Narodowego Banku Polskiego jako podmiotu polityki pieniężnej, zasad i dróg restrukturyzacji rolnictwa, inwestycji i kredytów zagranicznych, koncepcji strategii rozwoju kraju, integracji europejskiej, międzynarodowej konkurencyjności gospodarki.
W trzeciej kadencji obszar zainteresowań Rady zmienił się i dotyczył przede wszystkim kwestii najważniejszych, strategicznych problemów społeczno-gospodarczych kraju. Podstawowym celem było wyprowadzenie syntetycznych wniosków oraz stworzenie jasnych prezentacji problemów wraz z rekomendacjami dotyczącymi różnych dziedzin polityki społeczno-gospodarczej. Podejmowały zagadnienia zarówno mikro- jak i makroekonomiczne dotyczące integracji europejskiej, polityki pieniężnej oraz monetarnej, a także problemu polityki wzrostu gospodarczego.

## Prezydium Rady oraz pozostali członkowie
Skład Rady w momencie rozwiązania:
| Członek Prezydium RSSG                                        | Miejsce zatrudnienia                                                   | Dyscypliny naukowe, specjalizacje                                                      |
| ------------------------------------------------------------- | ---------------------------------------------------------------------- | -------------------------------------------------------------------------------------- |
| Prof. dr hab. Jan Mujżel (Przewodniczący)                     | Polska Akademia Nauk                                                   | ekonomia, transformacja gospodarki                                                     |
| Prof. dr hab. Bogusław Fiedor (Wiceprzewodniczący)            | Akademia Ekonomiczna we Wrocławiu                                      | ekonomia, historia myśli ekonomicznej                                                  |
| Prof. dr hab. Jerzy Osiatyński                                | Instytut Nauk Ekonomicznych PAN                                        | teoria ekonomii, finanse publiczne                                                     |
| Prof. dr hab. Elżbieta Mączyńska-Ziemacka (Sekretarz naukowy) | Instytut Nauk Ekonomicznych PAN, Szkoła Główna Handlowa                | ekonomia, finanse i wycena przedsiębiorstw                                             |
| Pozostali Członkowie RSSG                                     | Miejsce zatrudnienia                                                   | Dyscypliny naukowe, specjalizacje                                                      |
| Prof. dr hab. Władysław Baka                                  | Wydział Nauk Ekonomicznych Uniwersytetu Warszawskiego                  | ekonomia, bankowość i finanse                                                          |
| dr Jarosław Bauc                                              | Polskie Towarzystwo Emerytalne Skarbiec Emerytura S.A.                 | ekonomia                                                                               |
| Prof. dr hab. Władysław Balicki                               | Akademia Ekonomiczna w Poznaniu (Katedra Makroekonomii)                | ekonomia, teoria badań ekonomicznych                                                   |
| Prof. dr hab. Barbara Błaszczyk                               | Instytut Nauk Ekonomicznych PAN                                        | teoria ekonomii                                                                        |
| dr Ryszard Bugaj                                              | Instytut Nauk Ekonomicznych PAN                                        | ekonomia, finanse publiczne                                                            |
| Prof. dr hab. Katarzyna Duczkowska-Małysz                     | Kancelaria Prezydenta RP, Szkoła Główna Handlowa                       | ekonomia, integracja europejska, polityka rolna i rozwoju obszarów wiejskich           |
| Prof. dr hab. Zyta Gilowska                                   | Katolicki Uniwersytet Lubelski                                         | ekonomia, ekonometria                                                                  |
| Prof. dr hab. Stanisława Golinowska                           | Instytut Pracy i Spraw Socjalnych; Uniwersytet Jagielloński            | ekonomia, polityka społeczna, ekonomia rynku pracy, ekonomia zdrowia                   |
| Prof. dr hab. Mieczysław Kabaj                                | Instytut Pracy i Spraw Socjalnych                                      | ekonomia, ekonomika pracy, polityka społeczna                                          |
| Prof. dr hab Lena Kolarska-Bobińska                           | Instytut Spraw Publicznych                                             | socjologia                                                                             |
| Prof. dr hab. Tadeusz Kowalik                                 | Instytut Nauk Ekonomicznych PAN                                        | ekonomia, historia myśli ekonomicznej                                                  |
| Prof. dr hab. Andrzej Koźmiński                               | Wyższa Szkoła Przedsiębiorczości i Zarządzania                         | organizacja i zarządzanie, analiza systemowa                                           |
| Prof. dr hab. Stefan Krajewski                                | Uniwersytet Łódzki (Katedra Ekonomii)                                  | ekonomia, funkcjonowanie przedsiębiorstwa; polityka strukturalna; polityka innowacyjna |
| Mgr Waldemar Kuczyński                                        | Wyższa Szkoła Bankowa w Poznaniu                                       | ekonomia, makroekonomia                                                                |
| Prof. dr hab. Eugeniusz Kwiatkowski                           | Uniwersytet Łódzki                                                     | ekonomia, rynek pracy                                                                  |
| Prof. dr Antoni Leopold                                       | Fundacja Wspomagania Wsi                                               | ekonomia, ekonomia rolnictwa                                                           |
| Prof. dr Jan Lipiński                                         | Polskie Towarzystwo Naukowe                                            | ekonomia, makroekonomia                                                                |
| Prof. dr hab. Karol Lutkowski                                 | Szkoła Główna Handlowa                                                 | ekonomia, finanse międzynarodowe                                                       |
| dr Jan Macieja                                                | Instytut Nauk Ekonomicznych PAN                                        | ekonomia, finanse przedsiębiorstw                                                      |
| Prof. dr hab. Mieczysław Moszkowicz                           | Politechnika Wrocławska                                                | ekonomia, ekonomika przemysłu, procesy innowacyjne                                     |
| Prof. dr hab. Urszula Płowiec                                 | Instytut Koniunktur i Cen Handlu Zagranicznego                         | ekonomia, międzynarodowe stosunki gospodarcze                                          |
| Prof. dr hab. Krzysztof Porwit                                | Szkoła Główna Handlowa                                                 | ekonomia, polityka gospodarcza                                                         |
| Prof. dr hab. Andrzej Rychard                                 | Instytut Filozofii i Socjologii PAN                                    | socjologia polityki i gospodarki                                                       |
| Prof. dr hab. Zdzisław Sadowski                               | Uniwersytet Warszawski; Polskie Towarzystwo Ekonomiczne                | ekonomia, teoria rozwoju gospodarczego                                                 |
| dr Jacek Saryusz-Wolski                                       | Centrum Europejskie NATOLIN                                            | ekonomia, integracja europejska                                                        |
| dr Jan Szomburg                                               | Instytut Badań nad Gospodarką Rynkową                                  | ekonomia, polityka gospodarcza                                                         |
| Prof. dr hab. Jacek Szlachta                                  | Szkoła Główna Handlowa (Katedra Polityki Ekonomicznej i Przestrzennej) | ekonomia, polityka gospodarcza, polityka regionalna                                    |
| dr Andrzej Topiński                                           | Związek Banków Polskich                                                | ekonomia, bankowość                                                                    |
| Prof. dr hab. Władysław Welfe                                 | Uniwersytet Łódzki (Katedra Ekonometrii)                               | ekonomia, ekonometria i statystyka                                                     |
| Prof. dr Andrzej Wernik                                       | Instytut Finansów                                                      | ekonomia, finanse                                                                      |
| Prof. dr hab. Wacław Wilczyński                               | Akademia Ekonomiczna w Poznaniu                                        | ekonomia, teoria konsumpcji, polityka gospodarcza                                      |
| Prof. dr hab. Leszek Zienkowski                               | Zakład Badań Statystyczno-Ekonomicznych GUS; Polska Akademia Nauk      | ekonomia, statystyka, polityka gospodarcza                                             |
| Prof. dr hab. Leszek Żabiński                                 | Akademia Ekonomiczna w Katowicach                                      | ekonomia, teoria rynku i polityki rynkowej, marketing                                  |

## Perspektywy na przyszłość
Podczas VIII Kongresu Ekonomistów Polskich wicepremier, minister gospodarki Waldemar Pawlak stwierdził, iż „opinia środowiska naukowców jest dla nas [rządu] bardzo ważna. Dlatego liczę na uwagi w kluczowych aspektach polskiej polityki i mam nadzieję na stałą współpracę”. Premier podkreślił, iż rząd ma zamiar prowadzić politykę liberalną i solidarną. Istnieje zatem szansa na porozumienie i na ponowne przywrócenie Rady do życia.